# HansaMatrix
AS HansaMatrix — латвийская компания по производству электроники. Основана в 1999 году. Головной офис находится в Риге.
Основное направление деятельности компании — разработка, проектирование и производство электронных систем. «HansaMatrix» имеет производственные мощности в Огре и Вентспилсе. Технологическая лаборатория разработки продуктов находится в Риге. В Марупе есть опытный модельный завод и цех прецизионных металлических деталей.
Акции AS «HansaMatrix» котируются в Официальном списке Рижской фондовой биржи NASDAQ OMX (код HMX1R). Основные акционеры (ноябрь 2018 г.): ООО «Macro Rīga» (49.09 %, компания принадлежит председателю правления Илмару Османису), счета клиентов в Swedbank (15.07 %), коммандитное товарищество «BaltCap Latvia Venture Capital Fund» (9.95 %), товарищество с ограниченной ответственностью «FlyCap Investment Fund I AIF» (9,61 %), «IPAS CBL Asset Management» (6,56 %).

## История
Компания была основана 30 июля 1999 года под названием ООО «Hanzas Elektronika». Его владельцами были Илмарc Османис (50 %) и ООО «Radiotehnika 98». Завод в Огре был запущен 7 июня 2001 года. Изначально компания производила электронные компоненты, оборудование связи, приборы и измерительные, испытательные и навигационные приборы, а также электродвигатели, генераторы и трансформаторы.
27 декабря 2002 года голландский инвестиционный фонд «Baltic SME Fund C.V.» приобрёл 25 % акций «Hanzas Elektronika». В 2003 году компания переехала в совершенно новое помещение в Огре. 31 мая 2004 г. доля принадлежащая «Baltic SME Fund C.V.» была увеличена до 37,5 %. Другими владельцами «Hanzas Elektronika» в то время были: шведская компания «Proditron Sweden» AB (12,5 %), шведская компания «Hornell Teknikinvest» AB (25 %) и Илмарс Османис (25 %). 28 июля 2008 года Илмарс Османис передал свои акции принадлежащей ему компании. В 2007 году начал работу завод в Вентспилсе, оборудованный в Вентспилсском парке высоких технологий; она специализируется на производстве плат.
В 2012 году в Риге открылась технологическая лаборатория разработки продуктов. 18 сентября 2014 года «Baltic SME Fund C.V.» вышел из участия в «Hanzas Elektronika». Позже компанию покинули оба шведских инвестора и единственным владельцем «Hanzas Elektronika» стало ООО «Macro Rīga». В 2015 году в Марупе открылись опытный модельный завод и цех прецизионных металлических деталей. 7 октября 2015 года зарегистрированное в Латвии акционерное общество «FlyCap Investment Fund I AIF» приобрело 17,21 % акций «Hanzas Elektronika». 30 декабря 2015 года название компании было изменено на АО  «HansaMatrix»
12 июля 2016 года акции «HansaMatrix» стали котироваться в официальном списке NASDAQ OMX Riga.

## Дочерние и ассоциированные компании
Дочерние и ассоциированные компании HansaMatrix :
- ООО «HansaMatrix Ventspils» (100 %) — вентспилсский завод
- ООО «HansaMatrix Innovation» (100 %) — услуги по разработке продуктов, исследованиям и разработкам HansaMatrix Group
- ООО «Campus Pārogre» (100 %) — управление недвижимостью Огрского завода
- ООО «Zinātnes parks» (24 %) — инфраструктура парка высоких технологий («Гостиницы лабораторий»), расположенная на территории аэропорта «Рига».
- ООО «EUROLCDS» (13,65 %) — компания по разработке и производству нанотехнологий и жидкокристаллической продукции; фабрика чистых помещений в Вентспилсе
  - ООО «Zero Power Display» (100 % принадлежит EUROLCDS) — разработка и производство внешних информационных дисплеев для использования в системах управления дорожным движением и общественных информационных системах
  - ООО «Lightspace Technologies» (100 % принадлежит EUROLCDS) — разработка и коммерциализация систем трехмерной объемной визуализации для медицинских, научных и оборонных приложений.
- ООО «LEO» PĒTĪJUMU CENTRS (10,01 %) — латвийский центр компетенции индустрии оптического и электронного оборудования; руководит программой финансирования разработки новых продуктов от имени Министерства экономики Латвии и Бюро управления структурными фондами Министерства финансов Латвии
- ООО «LEITC» (3,93 %), аккредитованная испытательная лаборатория для испытаний на электромагнитную совместимость и для обеспечения работы большой безэховой радиочастотной измерительной камеры.